# Аркот (держава)
Аркот або Карнатака — держава, що постала на півдні Індостану із занепадом Великих Моголів. Керувалися правителями — набобами. Протягом свого існування боролися з наяками півдня, що утворилися після розпаду Віджаянагарської імперії. У 1743 році набоби Аркота потрапили у залежність від Хайдарабада, потім від франців. Зрештою визнали зверхність Британської Ост-Індської компанії, потім Великої Британії. У 1855 році було приєднано до британських колоніальних володінь в Індії.

## Історія
Набоби Аркота вважали себе нащадками каліфа Омара. Підвалини держави створив Зульфікар Алі-хан, який у 1692 році отримав намісництво (набобство) Карнатака уздовж Комонадольського узбережжя за успішні дії проти чхатрапаті Раджарама. На цій посаді зульфакар багато зробив для зміцнення влади Моголів на цих землях. За його керування захоплено важливу фортецю Джінджі, яка стала столицею намісництва.
Після смерті у 1707 році падишаха Ауранґзеба розпочався занепад імперії. Проте лише у 1712 році за правління падишаха Джахандар-шаха набоб Мухаммад Саадатула-хан I став незалежним. Він переніс столицю до Аркота. Він розпочав завоювання земель, що раніше входили до султаната Голконда.
Його справу щодо розширення території продовжив Дост Алі-хан, який у 1736 році захопив наякство Мадурай. Проте у цій політиці зіткнувся із амбіціями пешвою маратхів Баладжі Баджі Рао, війська якого розбили набоба Аркота. В результаті було захоплено саму столицю державу, а Дост Алі загинув. Згодом розпочалася боротьба за трон, в яку також втрутився нізам Хайдарабаду, який поставив у 1744 році залежного від себе Анвар-уд-дін Мухаммад-хана.
Останній намагався відновити престиж та вплив Аркота. Втім внаслідок Першої та Другої Карнатських війн навабство Акот втратила самостійність.
Спочатку у 1746 році Анвар-уд-дін втрутився у конфлікт між англійцями та французами (в цей час точилася Війна за австрійську спадщину). Приводом для війни з французами стало захоплення останніми Мадрасу. Авар-уд-дін зробив спробу відбити Мадрас, проте зазнав невдачі. Незабаром французький загін під орудою Параді завдав поразки аркотській армії при форті Св. Фоми. Це була перша битва, де європейці довели перевагу своєї тактики та зброї над місцевими індійськими правителями.

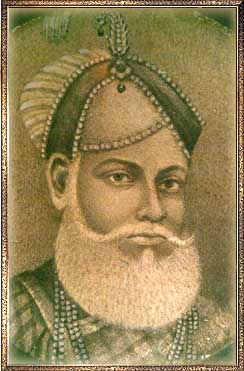
Анвар-уд-дін

 У 1749 році розпочалася нова боротьба за трон, яка була викликана амбіціями зятя Дост Алі-хана, Чанди Сахіба. Останнього підтримали французи та Музаффар Джанг, претендента на трон нізам Хайдарабаду. Авар-уд-дін того ж року зазнав поразки та загинув у битві при Амбурі. Його старший син Махфуз-хан опинився у полоні, інший — Мухаммад Алі — втік до Тричінополі. Тут отримав допомогу від англійців та Насір Джанга, нізма Хайдарабаду. Проте швидко зміна ситуації змусила Мухаммада Алі залишатися на місці. Лише у 1751 році разом із Сандерсом, англійським губернатором Мадрасу, розпочав бойові дії за трон Аркота. Зрештою до 1754 році Мухаммад Алі повернув батьківський трон Аркота, ставши новим правителем під ім'ям Мухаммад Алі-хан Валаджах.
Мухаммад-Алі-хан Валаджах та його син Гулам Хусайні брали участь у чотирьох англо-майсурських війнах на боці Британської Ост-Індської компанії. Втім, якщо у перших війнах вони отримала деякий зиск, то наприкінці перетворилися у залежних від англійців правителів. В подальшому навабство Аркот стало одним із залежних туземних держав Британської Індії. Після смерті у 1855 році останнього наваба землі Аркота були захоплені британцями.
Одну з родичів померлого набоба — Азім Джаху було надано титул князя Аркота з виплатою грошового утримання. Його нащадки зберігають цей титул до тепер.

## Набоби
- Зульфікар Алі-хан (1692–1703)
- Дауд Хан (1703–1710)
- Мухаммад Саадатула-хан I (1710–1732)
- Дост Алі-хан (1732–1740)
- Сафдар Алі-хан (1740–1742)
- Мухаммад Саадатула-хан II (1742–1744)
- Анвар-уд-дін Мухаммад-хан (1744–1749)
- Чанда Сахіб (1749–1752)
- Мухаммад Алі-хан Валаджах (1749–1795)
- Гулам Хусайні Умбат-уль-Умара (1795–1801)
- Азім-уд-Даула (1801–1819)
- Азам Джах (1819–1825)
- Гулам Мухаммад Гузе-хан (1825–1855)